# خروف أراباوا
خروف أراباوا سلالة من الخراف المستأنسة، متوطنة في جزيرة أراباوا النيوزلندية.